# Jonathan Victor Barros
Jonathan Victor Barros (ur. 30 stycznia 1984 w Guaymallén) – argentyński bokser, były zawodowy mistrz świata wagi piórkowej organizacji WBA.
Karierę zawodową rozpoczął 26 marca 2003. W latach 2007–2009 był w posiadaniu lokalnych tytułów w wadze piórkowej (FAB, WBO Latino).
27 marca 2010 stanął do walki z Kubańczykiem Yuriorkisem Gamboą o  tytuł mistrza świata w wadze piórkowej organizacji WBA ale przegrał na punkty będąc w 8r. na deskach. W związku z pozbawieniem tytułu Gamboy, 4 grudnia 2010 stoczył w Las Heras (Argentyna) pojedynek o wakujący tytuł mistrza świata z Irvingiem Berrym z Panamy. Wygrał bez problemu przez techniczny nokaut w 7r i został mistrzem świata.
12 marca 2011 obronił po raz pierwszy tytuł z Meksykaninem Miguelem Romanem wygrywając wyraźnie na punkty. Ponownie obronił tytuł 2 lipca 2011 pokonując byłego mistrza świata wagi junior piórkowej Celestino Caballero z Panamy, niejednogłośnie na punkty. W 1 i 9r. był liczony a werdykt sędziów był bardzo kontrowersyjny. W związku z tym Caballero został wyznaczony jako obowiązkowy pretendent a do rewanżowego pojedynku doszło 14 października. Barros przegrał jednogłośnie na punkty i stracił pas mistrzowski.
18 sierpnia 2012 otrzymał kolejną szansę zdobycia tytułu mistrzowskiego, tym razem federacji IBF w kategorii junior lekkiej. Zmierzył się z broniącym tytułu Meksykaninem Juanem Carlosem Salgado przegrywając jednogłośnie na punkty.